# Mikrovalna pećnica
Mikrovalna pećnica je naprava u kojoj se temperatura potrebna za pripremu ili podgrijavanje hrane postiže izlaganjem mikrovalovima.

## Opis
Pripremanjem hrane u mikrovalnoj pećnici izlažemo ju radiovalovima frekvencije 2450 MHz, što je područje mikrovalova. Radiovalove te frekvencije apsorbiraju voda, šećeri, masti i ulja itd., ali ne i plastika, keramika ili staklo. Metali reflektiraju mikrovalove i zato se ne smiju upotrebljavati u mikrovalnoj pećnici.